# Axel Jodorowsky
 (avril 2012).
Si vous disposez d'ouvrages ou d'articles de référence ou si vous connaissez des sites web de qualité traitant du thème abordé ici, merci de compléter l'article en donnant les références utiles à sa vérifiabilité et en les liant à la section « Notes et références ».
Pour les articles homonymes, voir Jodorowsky.
Axel Jodorowsky plus connu sous le nom de Cristóbal Jodorowsky (né le 24 juillet 1965 à Mexico et mort le 15 septembre 2022 dans la même ville) est un acteur mexicano-français.

## Biographie

### Origines
Issu d'une famille juive originaire de Iekaterinoslav (actuellement Dnipro), d'Elisavetgrad (actuellement Kropyvnytskyi) et d'autres villes ukrainiennes, émigrée au Chili lors de la révolution russe, son grand-père y tient un magasin général.

### Formation
Il passe par l'école Mimodrame de Marcel Marceau, étudie la technique de Stanislavski, et au sein des ateliers au Théâtre Laboratoire de Jerzy Grotowski, du Théâtre du Silence, à Aurillac, pendant cinq ans et pratique la danse contemporaine au sein de la Compagnie française L'Estampe.

### Carrière
Fils du réalisateur Alejandro Jodorowsky, il est principalement connu pour avoir interprété l'un des rôles principaux du film culte Santa Sangre, performance pour laquelle il a reçu une nomination au Saturn Award du meilleur acteur en 1991 et son apparition principale dans le documentaire Quantum Men sur le psychochamanisme réalisé par Carlos Serrano Azcona.

### Mort
Il décède le 15 septembre 2022.

## Filmographie

### Comme acteur
- 1971 : Pubertinaje
- 1989 : Santa Sangre
- 1993 : Miss Bolero
- 1998 : Ciro Norte
- 2011 : Quantum Men

### Comme scénariste
- 1998 : Ciro Norte

## Récompenses
- Nomination au Saturn Award du meilleur acteur 1991